# Amy Cozad
Amelia Cozad Magaña, nota come Amy Cozad (Indianapolis, 6 maggio 1991), è una tuffatrice statunitense, vincitrice di un bronzo ai Giochi panamericani di Lima 2019.

## Biografia
È figlia di Thomas and Donna Cozad. Ha sposato Alex Magaña.
Ha rappresentato ha rappresentato gli Stati Uniti d'America ai Campionati mondiali di nuoto 2015  e ai Giochi olimpici estivi di Rio de Janeiro 2016.
Ai Giochi panamericani di Lima 2019 ha vinto la medaglia di bronzo nella piattaforma 10 m sincro, gareggiando con la connazionale Delaney Schnell.

## Palmarès
- Giochi panamericani

Lima 2019: bronzo nella piattaforma 10 m sincro;